# Ellen Isabel Jones
Elena Isabel Jones (nacida como Ellen Isabel Cotton( (probablemente 1870 – 1946) fue una sufragista inglesa. Ellen, conocida como "Nell", era una colaboradora cercana de Emmeline Pankhurst y Christabel Pankhurst, líderes del movimiento sufragista. También era conocida de Madame Yevonde, una fotógrafa asociada con las sufragistas y que compartía un edificio con ellas en Victoria, Londres. 
Su esposo, el Dr. Ernest Williams Jones MRCS, LRCPLond., MBLond., MD (n. 1878 - d. Aldridge, 14 de diciembre de 1922), fue un firme defensor de su causa e hizo discursos a su favor, algo inusual en una época en la que los hombres podían ser despedidos por mostrar su apoyo a los derechos de las mujeres.

## Biografía

### Sufragista
En mayo de 1914, Emmeline Pankhurst la invitó a Belgravia para arrojar piedras a las ventanas de las grandes casas de la poderosa clase dominante, que se oponía a las demandas del sufragio femenino. Jones sabía de antemano que era probable que la arrestaran e incluso a la fuerza. Jones fue debidamente arrestada y, como escribió en su carta desde la prisión, nunca se había sentido tan aliviada de caer en los brazos de un hombre cuando Bobby me arrestó. La llevaron al Tribunal de Magistrados de Bow Street, donde la declararon culpable y la sentenciaron a una pena de prisión. Cuando fue arrestada y sentenciada, no dio su nombre y fue enviada a la prisión de Holloway. En la cárcel de Holloway, Jones hizo cinco días de huelga de "hambre y sed" en protesta por las desigualdades de las mujeres que no pueden votar. Muchas sufragistas, incluida la Sra. Pankhurst, fueron alimentadas a la fuerza. No hay evidencia de que Ellen Jones haya sido alimentada a la fuerza, pero frente a muchas mujeres que respondieron a su encarcelamiento con esta dramática protesta, para evitar la vergüenza de las 'mujeres amables' que mueren por su causa, fueron liberadas. Jones se debilitó debido a su huelga de hambre y sed y fue enviada a un hogar de ancianos bajo la Ley de "Cat and Mouse" para mejorar, después de lo cual se esperaba que informara. Sin embargo, se escapó de regreso a Aldridge y para garantizar su regreso seguro, le dijeron a su esposo que no la encontrara, así que en su lugar, fue recibida por un amigo de la familia "Bernard" en una motocicleta que la llevó a su casa en su sidecar. Jones había recibió una Medalla de Huelga de Hambre al  Valor por WSPU. Los detalles de estos eventos se encuentran recogidos en un archivo de sus trabajos en The Women's Library en Londres .

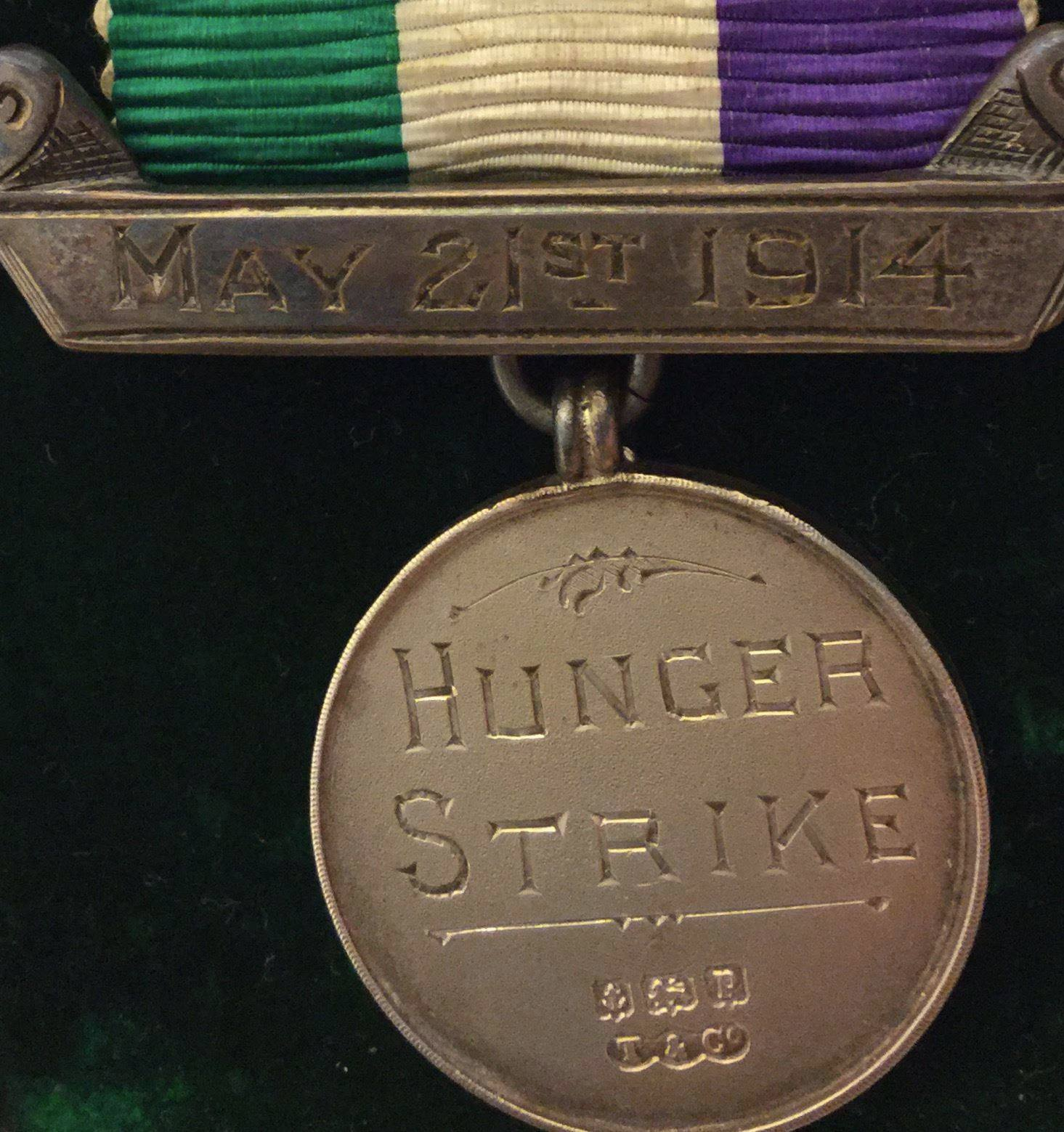
Medalla de huelga de hambre de Ellen Isabel Jones, concedida el 21 de mayo de 1914

Esta colección ahora es propiedad de la London School of Economics, que se encuentra en el sitio que anteriormente ocupaba la WSPU .
Estos hechos también se contaron en dos transmisiones de BBC News el 6 de febrero de 2018, el centenario del sufragio femenino, en BBC News 24 y BBC Midlands Today.
Pasó los 34 años restantes de su vida huyendo. Murió en Bedford.

### Vida personal

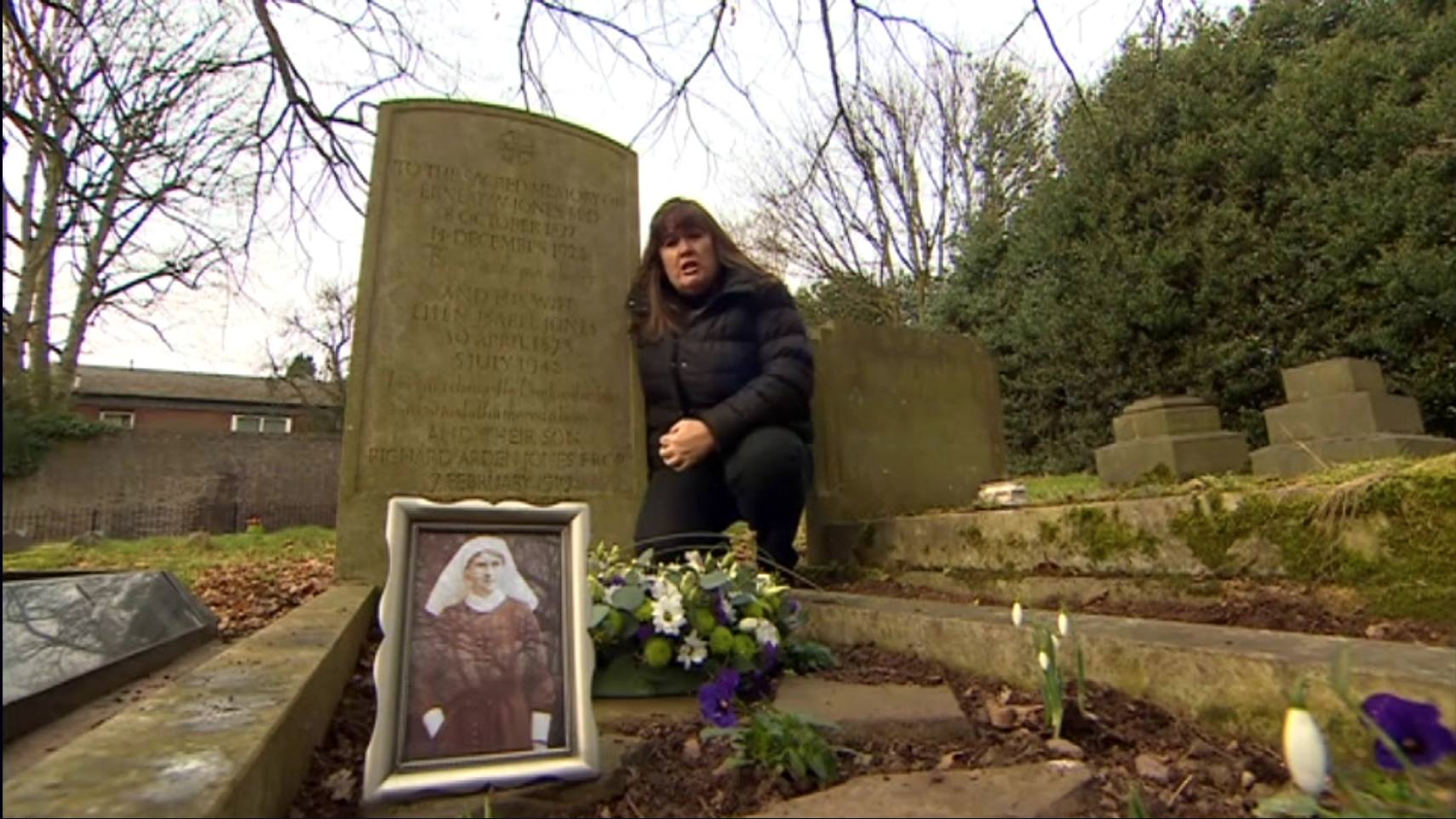
Lugar de descanso de Ellen Isabel Jones el 8 de febrero de 2018.

Jones nació en Penkridge, Staffordshire. Se  casó con el Dr. Ernest Williams Jones, MD de Aldridge, Staffordshire, el primer médico general en recibir el título de médico con quien tuvo cuatro hijos.
En la Primera Guerra Mundial, un gran número de soldados, heridos en Somme, Passchendale, Ypres u otras batallas devastadoras, fueron devueltos a Inglaterra con necesidad de asistencia médica. El Dr. Jones y Ellen, como enfermera, convirtieron su casa en el Hospital Auxiliar de Aldridge para atender a los soldados convalecientes que se recuperan de sus heridas.
El Dr. Jones fue uno de los primeros discípulos del psicoanálisis freudiano y, por casualidad, un gran amigo  del biógrafo de Freud Ernest Jones.
Murió en 1922 de neumonía, después de lo cual Jones se mudó a The Spinney, Rottingdean para criar a sus hijos en la costa sur con la ayuda de los ingresos de  huéspedes que pagaban por alojarse en su casa. Con el antisemitismo común en la década de 1930, su casa se hizo conocida por recibir invitados judíos y tenía muchos invitados de Viena,Austria.

## Premios y reconocimientos
El 6 de febrero de 2018, en el centenario del sufragio femenino, su historia se hizo pública por primera vez. 
A nivel local, la Escuela Aldridge organizó un evento sobre el centenario del sufragio femenino, que consistió en una visita a su lugar de descanso y un discurso pronunciado por historiadores locales. Fue televisado por BBC News dos veces el mismo día.